# کای اوستربرگ
کای اوستربرگ (فنلاندی: Kaj Österberg؛ زادهٔ ۸ دسامبر ۱۹۴۲) بازیکن فوتبال اهل فنلاند بود.
وی همچنین در تیم ملی فوتبال فنلاند بازی کرده‌است.